# Mothobi Kharitse
Mothobi Kharitse (* 29. September 1964) ist ein ehemaliger lesothischer Sprinter.
Er trat bei den Olympischen Sommerspielen 1988 in Seoul an. Im 100-Meter-Lauf schied er in den Vorläufen aus.